# 마술사 (만화)
마술사는 만화가 김세래의 데뷔작으로 네이버 웹툰에서 매주 목요일마다 연재하는 웹툰이다. 연재 초반에 스토리와좋분량은그림체와 분량이가평을 받기도 했으나 스토리가 진행되면서 깔끔한 그림체와 엄청난 분량으로 호평을 받으며 독자들의 사랑을 받고있다. 독자들 사이에서 정주행하기 가장 힘든 웹툰중 하나로 통한다.

## 줄거리

### 시즌1
| 에피소드1  | 마도사 에더마스크 (1~9화)        |
| 에피소드2  | 여행의 시작 (10~13화)            |
| 에피소드3  | 추적자 (14~19화)                 |
| 에피소드4  | 그림자 (20~25화)                 |
| 에피소드5  | 마법도시 (26~30화)               |
| 에피소드6  | 단서 (31~33화)                   |
| 에피소드7  | 내 이름은!!!(34~37화)            |
| 에피소드8  | 대륙으로 (38화)                  |
| 에피소드9  | 격돌 (40~46화)                   |
| 에피소드10 | 비책 (47~51화)                   |
| 에피소드11 | 다가오는 시간 (52~58화)          |
| 에피소드12 | 에디아 (59~69화)                 |
| 에피소드13 | 새로운 국면 (70~75화)            |
| 에피소드14 | 어둠속의 사투 (76~79화)          |
| 에피소드15 | 더트는 장사꾼을 좋아해 (80~82화) |
| 에피소드16 | 도적소굴 잠입작전 (83~87화)      |
| 에피소드17 | 강해질거야! (88~94화)            |
| 에피소드18 | 그의 목적 (95~97화)              |
| 에피소드19 | 고양이와 쥐 (98~104화)           |
| 에피소드20 | 나스타샤 (105~111화)             |
| 에피소드21 | 네 개의 시선 (112~118화)         |
| 에피소드22 | 진실의 숲 (119~122화)            |
| 에피소드23 | 숲의 중심 (123~126화)            |
| 에피소드24 | 지키는 자 (127~130화)            |
| 에피소드25 | 신의 정원 (131~134화)            |
| 에피소드26 | 희생 (135~139화)                 |
| 에피소드27 | 폭주 (140~143화)                 |
| 에피소드28 | 글러드문드 (144~148화)           |
| 에피소드29 | 기억의 도시 (149~157화)          |
| 에피소드30 | 주문의 행방 (158~161화)          |
| 에피소드31 | 실험체 (162~165화)               |
| 에피소드32 | 결단 (166~170화)                 |
| 에피소드33 | 소드 마스터 (171~175화)          |
| 에피소드34 | 그의 능력 (176~179화)            |
| 에피소드35 | 이별 (180~185화)                 |

에피소드1: 마도사 에더마스크
네비스 섬에서 중립을 지키고 있는 아닷에 불사의 몸을 가진 마법사 에더마스크가 나타난다. 아닷에 살고 있던 엔즈와 이레미는 에더마스크를 잡아보겠다고 에더마스크에게 덤빈다. 하지만 두 아이들은 에더마스크의 상대가 되지 못했다. 그때 엔즈와 이레미의 마을에 불이 나자 에더마스크는 둘을 보내주고 자신도 따라간다. 마을에는 테오도르의 에단이 와서 엔즈의 아버지인 헨리 경을 죽이고 불을 질러 아닷의 주인인 웬드라에게 테오도르와 손을 잡으라고 협박하고 있었다. 하지만 에단은 에더마스크를 보자 순순히 물러나고 상관인 휴안에게 보고한다.
에피소드2: 여행의 시작
에더마스크는 불사의 주문을 찾고 있었고 웬드라에게 아닷의 사원 조사를 요청한다. 웬드라는 그 요청을 수락하고 고대어를 읽을 수 있는 이레미가 그를 도와준다. 아무것도 찾지 못한 에더마스크는 마을을 떠나려 하고 엔즈는 아버지인 헨리 경의 복수를 위해 이레미는 엔즈 보호를 핑계로 에더마스크를 따라나선다.
에피소드3: 추적자
엔즈는 자신과 헨리 경의 고향인 베르스만의 미스티로 가고자 한다. 에더마스크 일행은 티시(마법도시)를 목표로 라노를 거쳐 리디아로 가는데 그 사이에 휴안이 붙인 다크엘프 추적자(이하 마리에)가 붙는다.
에피소드4: 그림자
휴안은 두명의 마법사(에디아와 드에이)를 더 보내는데 성격이 급한 이 둘은 리디아에서 에더마스크와 직접 붙었다가 죽임을 당한다. 그리고 이 장면을 목격한 이레미는 마음속으로 많은 갈등을 겪고 마침내 에더마스크 일행은 배를 타고 마법도시로 향한다.
에피소드5: 마법도시-에피소드6: 단서
마법도시에 도착하자 에더마스크는 이레미에게는 불속성에 강한 목걸이를 사주고, 엔즈에게는 검에 전격마법을 걸어준다. 그리고 아이들에게 돈을 주면서 도시 구경을 하게 하고 자신은 불사의 주문에 대한 자료를 얻기 위해 도서관으로 향한다. 도시 구경을 하던 엔즈와 이레미는 상인의 도움으로 소매치기를 당한 것을 눈치채고 소매치기를 쫓는다. 소매치기의 아지트에 들어간 둘은 아지트를 박살내고 그곳에서 불사의 마을에 관련된 설화가 새겨진 석판을 찾아내고 여관에서 에더마스크와 만난다.
에피소드7: 내 이름은!!!-에피소드8: 대륙으로
엔즈는 마법도시에서 전격마법이 걸린 검에 적응하기 위해 수련을 한다. 한편 소매치기(이하 더트)는 소매치기 동료들로부터 쫓겨나고 몇일동안 부탁을 한 끝에 에더마스크 일행에 합류한다. 에더마스크 일행은 배를 타고 칸테라 대륙으로 향하는데 배에서 엔즈와 이레미가 소매치기를 당했을 때 도움을 준 상인(이하 쟝)을 만난다.
에피소드9: 격돌-에피소드10: 비책
지난 300년동안 제너스의 손에 좌지우지되던 테오도르의 왕은 에단과 함께 제너스를 죽일 계획을 세운다. 에더마스크 일행은 제니아에 도착하는데 제니아에 도착하자마자 그들은 수비대의 공격을 받는다. 수비대를 계속 쓰러뜨려도 끝이 없자 에더마스크 일행은 도망치고 항구에서 헤어졌던 더트와 쟝의 도움으로 몸을 피한다. 이 일을 계기로 쟝은 글러드문드에 갈 때까지 에더마스크 일행에 합류하게 된다. 그리고 낮에 에더마스크를 제외한 일행이 변장을 해서 제니아를 빠져나가면 밤에 에더마스크가 정면승부로 수비대를 뚫고 제니아를 빠져나갈 계획을 세운다.
에피소드11: 다가오는 시간
일행과 에더마스크는 각각 제니아를 무사히 빠져나오고 에더마스크를 제외한 일행은 밤에 놀러 나간다. 그사이 이레미는 리디아에서 에더마스크에게 죽임을 당한줄 알았던 에디아에게 납치를 당하고 에더마스크는 엔즈와 함께 이레미를 구하기 위해 그녀가 나오라고 한 곳으로 나간다. 한편 테오도르의 왕은 제너스를 죽일 작전에 에더마스크를 끌어들이기 위해 에단을 보낸다.
에피소드12: 에디아
에피소드12에서는 에디아와 드에이의 과거가 스토리가 펼쳐진다. 그리고 다시 현재로 돌아와 에디아는 드에이의 복수를 위해 에더마스크와 싸우다 죽는다.
에피소드13: 새로운 국면-에피소드14: 어둠속의 사투
에더마스크 일행과 에단이 만난다. 에단은 에더마스크의 힘이 사실인지 싸워서 테스트를 하고 에더마스크에게 작전에 함께할 것을 제안한다. 그리고 에더마스크는 이 제안을 거절한다. 한편 둘의 싸움에 휘말린 마리에는 에단의 봉인으로 인해 마법을 사용할 수 없게 되고 나중에 동료들과 합류하기로 한다.
에피소드15: 더트는 장사꾼을 좋아해
에단과의 싸움에서 상처를 입은 에더마스크와 지친 일행은 더트의 고향 마을에서 쉬다 가기로 한다. 하지만 마을은 도적들로 인해 거의 폐허가 되어 버렸고 할아버지 한 명만 살고 있었다. 할아버지로부터 마을사람들이 도적들에게 잡혀갔다는 사실을 알게 된 엔즈와 이레미, 더트는 그들을 구하기 위해 밤중에 몰래 길을 나선다.
에피소드16: 도적소굴 잠입작전-에피소드17: 강해질거야!
마을 사람들을 구하러 간 엔즈와 이레미, 더트는 도적들과 싸우게 되고 예전부터 에더마스크 일행에 합류하고싶어 했던 D와 마드렌의 도움으로 마을사람들을 구하고 마을로 돌아온다.
에피소드18: 그의 목적
엔즈, 이레미, 더트와 함께 마을사람들을 구한 D와 마드렌은 에더마스크를 찾아간다. 그리고 에더마스크에게 불사의 주문을 알려달라고 하지만 에더마스크 역시 그 주문을 모르고 있었고 결국 D와 마드렌은 아무 소득 없이 떠난다.
에피소드19: 고양이와 쥐
마리에가 계속해서 일행을 미행하고 있던 것을 알고 있던 에더마스크는 밤중에 마리에를 죽이려고 한다. 그 때 마리에의 동료들이 합류하고 에더마스크와 싸운다. 마리에는 큰 부상을 입지만 동료들이 시간을 끌어준 끝에 무사히 도망친다. 다음날 에더마스크 일행은 마을을 떠난다.
에피소드20: 나스타샤
에더마스크 일행은 과거 에더마스크와 여행을 했던 사람들이 살고 있는 마을(세브리노 근처)에 들린다. 에더마스크는 마을에 있는 산에 올라가고 그 산에는 뛰어난 검사인 티메가 에더마스크의 부탁으로 혼수상태인 나스타샤를 보호하고 있었다. 마을 사람들은 에더마스크를 만나자 과거 함께 여행을 했던 추억을 떠올리고 에더마스크 일행은 마을을 떠나 진실의 숲으로 떠날 준비를 하기 위해 니나로 향한다.
에피소드21: 네 개의 시선
에더마스크 일행은 니나에서 진실의 숲에 들어갈 준비를 하고 그사이 쟝은 다른 일행들 몰래 테오도르에 에더마스크에 대한 정보를 넘긴다.
에피소드22: 진실의 숲
에더마스크 일행은 진실의 숲으로 들어가고 휴안의 부하들은 쟝의 짐에 몰래 붙여논 마법 부적으로 그들을 감시한다. 진실의 숲의 마력으로 인해 숲의 보호를 받는 이레미는 강해지며 반면 에더마스크는 진실의 숲에 들어서기 전보다는 약해진다. 그리고 테오도르의 왕과 에단은 이전에 계획했던 작전을 시작한다.
에피소드23: 숲의 중심
일행은 숲의 중심을 향해 나아가는데 그들이 잠이 든 사이 숲의 식물이 그들의 정신을 지배하려고 한다. 그덕에 에더마스크는 이레미에게 위험한 힘이 있고 웬드라가 그 힘을 봉인한 사실을 알게 된다. 에더마스크가 깨어났을 때 숲의 주민이 일행의 짐을 뒤지고 있었는데 이로 인해 마법 부적을 발견하고 숲의 주민에게 부적을 붙인 후 쫓아낸다.
에피소드24: 지키는 자-에피소드25: 신의 정원
숲의 중심으로 들어간 일행은 숲의 중심을 지킴이들을 만나서 제압한다. 숲의 중심에는 제너스가 세운 신의 정원이 있었고 신의 정원의 사제가 에더마스크 일행을 맞이했다. 신의 정원 신도들은 제너스와 에더마스크를 신으로 대했고 에더마스크가 찾는 불사의 주문은 이곳에 없었다. 휴안의 부하들은 에더마스크 일행이 글러드문드로 향하는 것을 알게 되고 에더마스크를 잡을 계획을 짠다.
에피소드26: 희생-에피소드27: 폭주
에더마스크 일행은 글러드문드로 향하던 도중 휴안의 부하들의 습격을 받는다. 그사이 일행의 계획을 적들에게 제공했던 쟝은 몸을 피한다. 하지만 죄책감을 느낀 쟝은 다시 돌아오고 이성을 잃은 어린 혼혈 용(이하 매튜)을 봉인했던 알을 깨뜨린다. 매튜는 휴안의 부하들을 모두 죽이고 에더마스크 일행을 공격한다. 그래서 에더마스크가 용을 죽이려고 하자 쟝이 자신의 잘못으로 봉인된 용이라고 죽이지 말라고 부탁한다. 결국 이레미가 마법으로 매튜을 기절시키고 매튜는 인간화한다.
에피소드28: 글러드문드
에피소드28에서는 매튜가 봉인된 스토리가 나온다. 현재로 돌아와 에더마스크 일행은 글러드문드에 들리고 매튜는 용으로 변하는 것을 억제시켜주는 목걸이를 받는다. 그리고 엔즈는 과거 헨리 경과 도망다닐 때 미스트의 수비대장(이하 칼)에게 쫓기던 이야기를 에더마스크에게 말한다.
에피소드29: 기억의 도시
글러드문드를 떠난 일행은 미스트에 도착한다. 일행은 미스티에서 테오도르의 왕이 베르스만의 자객에게 암살당했다는 이야기를 듣고 테오도르의 왕과 에단의 계획이 실패로 돌아간 것을 알게된다. 그리고 과거의 헨리 경과 엔즈에 대한 조사를 시작한다. 조사를 하던 중 엔즈는 칼을 만나 쫓기고 한 할머니의 도움을 받아 몸을 피한다. 그 할머니는 과거 미스트의 하녀로 일했었고 엔즈의 과거에 대해 이야기해준다.(테오도르와 베르스만이 한창 전쟁중일 때 전 미스트의 영주는 미스트의 시민들이 전쟁터에 끌려가는 것을 원치 않아 수도에 계속해서 물자를 보냈다. 하지만 파산위기에 이르고 정부에서 몰래 보낸 현 미스트의 영주(이하 반폰)의 도움을 받는다. 이후 미스트는 반폰의 손에 넘어가고 전 영주의 가족은 모두 죽임을 당할 위기에 처한다. 헨리 경과 친했던 전 영주는 자신의 아들만이라도 살리려고 헨리 경에게 맞긴다. 이후 영주의 아들과 헨리 경은 칼로부터 추적을 당하는데 그 아들이 바로 엔즈다.) 미스티에서 엔즈는 칼과 싸워 이기면서 트라우마를 극복하고 둘은 적대적인 관계에서 우호적인 관계로 발전한다. 에더마스크 일행은 우연히 만난 D, 마를렌과 함께한다.
에피소드30: 주문의 행방
에더마스크 일행은 진실의 숲에서 신도들이 불사의 주문이 있을 것이라고 알려준 암브로스쿰으로 향한다. 그리고 그곳에서 제너스와 그가 만든 실험체들을 만나게 된다. 에더마스크는 제너스에게 불사의 주문의 행방을 물어보고 제너스는 암브로스쿰에 주문이 있었고 자신이 없애버렸다고 한다. (이제 세상에서 불사의 주문을 아는 자는 제너스 하나다.)
에피소드31: 실험체-에피소드32: 결단
휴안을 보내 나스타샤를 찾도록 한 제너스는 시간을 끌기 위해 자신의 실험체들을 에더마스크 일행과 싸움을 붙여 테스트를 한다. 제너스는 에더마스크에게 직접 D를 죽이지 않으면 다른 일행을 다 죽이겠다고 협박하고 결국 D는 죽게 된다. 그리고 D의 말하는 검은 엔즈가 가지게 된다.
에피소드33: 소드마스터-에피소드34: 그의 능력
휴안은 나스타샤가 있는 곳을 찾아내 군대를 이끌고 가고 티메가 그의 앞길을 막는다. 휴안이 나스타샤를 찾아낸 것을 안 에더마스크는 매튜의 목걸이를 풀어 용으로 변하게 만든 후 엔즈, 이레미, 더트와 함께 매튜를 타고 나스타샤에게 간다. 티메는 검으로 바람을 날리고 공간을 베며 휴안의 군대를 상대하지만 휴안이 그의 기술을 눈치채 죽고 만다. 이 때 휴안은 오른쪽 팔을 잃는다.
에피소드35: 이별
에더마스크 일행이 도착했을 때 티메는 죽기 직전이었고 나스타샤는 이미 사라진 상태였다. 분노한 에더마스크는 매튜를 타고 에드윈을 향해 엔즈, 이레미, 더트와 함께 간다. 그리고 이 소식을 들은 제너스는 암브로스쿰에서 에드윈으로 가 에더마스크를 맞이할 준비를 한다. 에드윈을 향해 가던 일행은 노크에서 테오도르 군사들로 인해 추락한다. 추락한 후 엔즈, 이레미, 더트는 노크 군사들과 싸우는데 이때 더트는 노크 군사들에 의해 죽고 만다. 그사이 에더마스크는 곧바로 에드윈을 향해 가고 에드윈 궁전을 반파시킨 후 사라진다.

### 시즌2
| 에피소드1  | 그의 잔재 (186~189화)            |
| 에피소드2  | 8년의 시간 (190~194화)           |
| 에피소드3  | 껄끄러운 만남 (195~197화)        |
| 에피소드4  | 두명의 에더마스크 (198~201화)    |
| 에피소드5  | 탈리아의 모던영주 (202~205화)    |
| 에피소드6  | 도시의 진실 (206~209화)          |
| 에피소드7  | 파문 (210~211화)                 |
| 에피소드8  | 계책 (212~215화)                 |
| 에피소드9  | 모던성 잠입 (216~220화)          |
| 에피소드10 | 두 얼굴의 영주 (221~224화)       |
| 에피소드11 | 성문 돌파 (225~228화)            |
| 에피소드12 | 이름값 (229~233화)               |
| 에피소드13 | 강화병 (234~237화)               |
| 에피소드14 | 마지막 관문 (238~243화)          |
| 에피소드15 | 남는 자, 나아가는 자 (242~245화) |
| 에피소드16 | 그 (246~250화)                   |
| 에피소드17 | 실력차 (251~254화)               |
| 에피소드18 | 반격 (255~258화)                 |
| 에피소드19 | 이름 없는 자 (259~263화)         |
| 에피소드20 | 세브리노의 밤 (264~269화)        |
| 에피소드21 | 국면 (270~275화)                 |
| 에피소드22 | 미스티 (276~281화)               |
| 에피소드23 | 집결 (282~286화)                 |
| 에피소드24 | 전야제 (287~290화)               |
| 에피소드25 | 차이 (291~294화)                 |
| 에피소드26 | 주도권 (295~298화)               |
| 에피소드27 | 마도사 에더마스크 (299~302화)    |
| 에피소드28 | 계획 (303~306화)                 |
| 에피소드29 | 깊은 밤 (307~312화)              |
| 에피소드30 | 페넬리아 (313~320화)             |
| 에피소드31 | 눈치싸움 (321~326화)             |
| 에피소드32 | 고대 생물 (327~332화)            |
| 에피소드33 | 진정한 힘 (333~338화)            |
| 에피소드34 | 혼란 (339~344화)                 |
| 에피소드35 | 태동 (345~349화)                 |
| 에피소드36 | 이레미 그리고... (350~355화)     |
| 에피소드37 | 진실 (356~360화)                 |
| 에피소드38 | 과거에 사는 자들 (361~364화)     |

에피소드1: 그의 잔재
에더마스크가 에드윈 궁전을 반파시킨 직후 제너스는 강화병을 만들어 전쟁을 시작한다. 테오도르는 강화병을 선두로 베르스만을 공격했고 위험을 느낀 베르스만과 아르만, 마르시아는 동맹을 맺어 테오도르와 싸운다. 하지만 테오도르의 강화병이 너무나도 막강해서 5년만에 테오도르는 세계통일을 한다. 이로부터 3년 후 엔즈, 이레미, 매튜는 에더마스크도 찾을 겸 현상금 사냥꾼이 되어 가짜 에더마스크를 잡으러 다닌다.
에피소드2: 8년의 시간

### 시즌3
| 에피소드1  | 전쟁고아 (365~369화)          |
| 에피소드2  | 분열 (370~373화)              |
| 에피소드3  | 악몽 (374~379화)              |
| 에피소드4  | 득과 실 (380~384화)           |
| 에피소드5  | 사냥 (385~392화)              |
| 에피소드6  | 재정비 (393~396화 )           |
| 에피소드7  | 도르테리스 (397~404화 )       |
| 에피소드8  | 휴식 (405~409화 )             |
| 에피소드9  | 진위 (410~413화 )             |
| 에피소드10 | 배후 (414~418화 )             |
| 에피소드11 | 도발 (419~422화 )             |
| 에피소드12 | 에단 vs 페넬리아 (423~427화 ) |

마술사 시즌3에서는 에더마스크(네노미어스, 이하 네스)와 제너스(이하 아르미오)의 과거의 이야기가 펼쳐진다.
에피소드1: 전쟁고아
과거 서쪽 대륙에서 아르만이 정복전쟁을 시작했다. 아르만은 오랜 세월동안 맞수로 여겨졌던 코바를 멸망시키는데 이 전쟁속에서 살아남은 아이들이 바로 네노미어스와 아르미오이다. 큰 부상을 당한 네노미어스와 아르미오는 온브즈카의 마법사인 데릴 덕분에 살 수 있었다. 참혹한 전쟁 속에서 살아남은 네스와 아르미오는 전쟁을 없애기로 약속한다. 데릴의 곁에서 자란 둘은 데릴의 손녀인 나스타샤를 만나게 되고 그들의 사이는 가까워진다. 아르미오는 데릴에게 아르만과 전쟁을 해야한다고 말을 했고 데릴은 그 말을 듣지 않고 네스와 함께 왕을 알현하러 간다. 네스는 왕에게 아르만과 왕족 간 결혼동맹을 주장하고 이 정책으로 온브즈카는 풍요로워진다. 하지만 아르미오는 약속대로 전쟁을 없애려면 단 하나의 국가만 남아야한다며 네스와 다툰다. 이 사건을 계기로 둘의 사이는 멀어져가고 곧이어 아르만은 전쟁을 시작한다.
에피소드2: 분열
아르만에 의해 데릴은 죽고 온브즈카는 멸망한다. 아르미오는 이상주의적인 네노미어스의 정책이 결국 온브즈카의 멸망을 이끌었다고 책망하고 둘은 각자의 길을 걷는다. 아르미오는 다른 서쪽대륙의 나라에 망명을 다니며 아르만과 맞서지만 계속 패하고 네스는 나스타샤와 함께 후학을 양성하며 노든에서 평화롭게 지낸다. 페리 평원에서 아르만과의 전투에서 패퇴 후 아르미오는 큰 부상을 입은채 네스와 나스타샤의 집에 찾아간다. 이곳에서 아르미오는 단순한 전투방식과 자신의 힘만으로는 강대국인 아르만을 꺾지 못한다는 일념하에 자신만의 연구에 몰두한다. 연구에서 어느정도의 이론적 기반을 완성한 후 아르만과 대치중인 나라를 찾아간다. 6개월 여간의 연구 끝에 아르미오는 왕에게 결과물을 보여주지만
그것은 인간의 피를 대가로 하는 마법의 힘이기에 학살자라는 역사적 오명을 두려워 한 왕은 그를 매몰차게 쫓는다. 한달 뒤 아르만의 침공에 의해 그 나라는 멸망하고 만다. 또 다시 아르만을 막지 못한 아르미오는 흰머리로 바뀐채 다시 네스와 나스타샤를 찾아간다.
에피소드3:악몽

## 등장인물
에더마스크
본명은 네노미어스. 제너스와 형제사이이다. 불사의 몸을 가져 무려 300년이 넘는 시간을 살았고 나스타샤와 연인 관계이다. 주로 전격마법을 사용하며 마법의 시전 속도가 매우 빠르다. 이유는 알 수 없지만 불사의 주문을 찾아다녔다. 엔즈와 이레미를 만나 함께 여행을 하던 중 숨어있던 나스타샤를 제너스가 데려가자 제너스와 싸우기 위해 테오도르의 수도인 에드윈으로 간다. 에더마스크는 에드윈의 궁전을 반파시키는 엄청난 위력을 보였으나 제너스에게 패하고 사라진다. 이 사건이 있고 8년 후 다시 엔즈, 이레미 등과 함께 제너스를 죽이기 위한 여행을 떠난다.
엔즈
전 미스티 영주의 아들로 뛰어난 검사이며 이레미와 친구사이이다. 현상금 사냥꾼 협회 등록 이름은 브레이커스. 헨리 경과 함께 살고 있었으나 에단이 헨리 경을 죽이자 복수하기 위해 이래미와 함께 에더마스크를 따라 여행길에 나선다. 에더마스크가 사라지고 8년동안 현상금 사냥꾼으로 살아간다. 에더마스크가 사라진지 8년 후 다시 에더마스크를 만나 여행을 시작한다.
이레미
마술사이며 엔즈와 친구사이이다. 이래미의 조상의 자매가 페넬리에이다. 과거에 죽이지 못해 봉인만 해두었던 고대 괴물을 쉽게 죽이는 정도의 힘을 가졌으나 그 힘이 너무 위험해 웬드라에 의해 봉인되었다. 에더마스크가 사라진 이후 8년동안 엔즈, 메튜와 현상금 사냥꾼으로 살아간다. 에더마스크가 사라진지 8년 후 다시 에더마스크를 만나 여행을 시작한다.
제너스
본명은 아르미오. 에더마스크와 형제사이이다. 에더마스크와 마찬가지로 불사의 몸을 가졌다. 마법사이며 세상에서 가장 강한 사람 중 하나다. 불사의 주문을 알고 있는 유일한 인물로 강화병을 만들어 테오도르를 조종해 5년만에 세계 통일을 했다. 제너스의 최측근으로는 휴안이 있으며 나스타샤를 좋아한다.
매튜
세계에서 굉장히 희귀한 용족 혼혈이다. 쟝과 친구 사이이며 어렸을 때 쟝의 실수로 용의 상태에서 이성을 잃어 글러드문드의 수도승들에게 봉인당한다. 이후 40년동안 알 속에서 봉인되어있다가 나오게 되고 에더마스크와 여행을 한다. 에더마스크가 사라진 이후 8년동안 엔즈, 이레미와 현상금 사냥꾼으로 살아가며 에더마스크가 사라진지 8년 후 다시 에더마스크를 만나 여행을 시작한다.
칼
미스티의 수비대장이었고 과거에 현 미스티 영주의 명령으로 미스티에서 도망친 헨리 경과 엔즈를 죽이려고 하지만 실패한다. 현상금 사냥꾼 협회에서 산티바나라는 이름으로 활동하다 엔즈 일행을 만나 그들과 함께한다.
에단
마법사이며 제너스의 부하이다. 과거 테오도르의 왕과 함께 제너스를 죽일 계획을 세웠으나 실패로 돌아가고 9년동안 옥살이를 한다.
휴안
세계에 유일한 사신으로서 제너스의 최측근이다. 나스타샤를 찾아오라는 제너스의 명을 받고 나스타샤를 데려가기 위해 티메와 싸운다. 이 싸움에서 오른쪽 팔을 잃지만 티메를 죽이고 나스타샤를 데려간다.
티메
비공식적으로 세계에서 가장 뛰어난 검사. 칼만으로도 바람을 날리고 공간을 벨 수 있다. 과거 에더마스크와 함께 여행을 했던 자로 에더마스크의 부탁으로 나스타샤를 지키고 있었다. 하지만 나스타샤를 데리고 갈 목적으로 군대를 이끌고 온 휴안과의 전투에서 전사한다.
쟝
부유한 상인이다. 어렸을 때 매튜와 친구였고 그의 실수로 매튜는 40여년동안 알에 봉인된다. 과거 에더마스크와 여행을 함께했다.
헨리 경

몰리비오르와 피에르

마리에와 모스디

더트

D와 마를렌

나스타샤

웬드라

페넬리아